# اليهود من شراب والسلام
 اليهود من شرعب السلام هو الحي اليهودي القديم في مدينة تعز بمحافظة تعز التي أنشئت في اليمن حوالي 130 ميلادية وأزيل عام 1940 وكان واحدا من أكثر الأماكن اللامعة للاستيطان اليهودي في اليمن. ولد العديد من الشخصيات اليهودية المتميزة هناك بما في ذلك شالوم شرعبي، مردخاي شرعبي، وسالم الشبزي. كان مكانا مهما لتعلم التوراة ومقر لكثير من المدارس الدينية. كان عدد سكانها يبلغ أكثر من 10 آلاف يهودي وكانت مركزا صناعيا كبيرا في اليمن حيث يعملون في المشغولات الذهبية، النسيج، التجارة، تجارة الحرير، والأحذية. اليهود الشرعبيون يختلفون عن باقي يهود اليمن في النطق قليلا.